# لوعة الحب

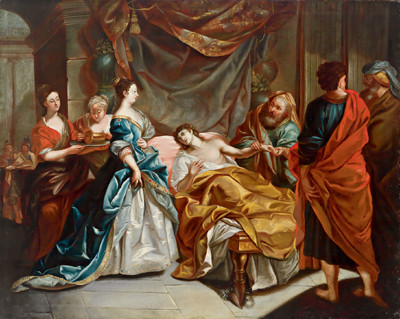

لوعة الحب أو مرض الحب أو عذاب الحب (بالإنجليزية: lovesickness)‏ يشير إلى شعور غير مُعترف به رسميًا تجاه الألم النفسي، فهو يصف المشاعر السلبية المرتبطة بعلاقات مستمرة أو غياب أحد الأحباء. يمكن أن يظهر في صورة أعراض جسدية ونفسية. لذلك لا يجب الخلط بينه وبين الانخراط في علاقة حب والذي يشير إلى الأعراض الجسدية والنفسية المرتبطة بالوقوع في الحب. نادرًا ما يُستخدم مصطلح لوعة الحب في المجالات الطبية أو النفسية. ويعتقد كثيرون أن عذاب الحب يُخلَق كتفسير للشوق، ولكن يمكن أن يكون مرتبطًا بالاكتئاب وبمشكلات صحية نفسية مختلفة.

## تأثير «شهر العسل»
إن تأثير «شهر العسل» هو الشعور القوي بالرضا عن العلاقة، إلا أن هذا الشعور يتبدد بسرعة مع مرور الوقت، ويحدث عادةً بين المتزوجين حديثًا، غير أنه يُعرف ويُدرس بشكل أساسي من خلال ملاحظة انخفاض وتيرة الاتصال الجنسي في العلاقة فيما بعد، مقارنةً بفترة نشأة العلاقة أو مرحلة بدء الزواج. ويُعزى هذا التراجع إلى التعود، إذ تفقد المُنبهات العاطفية قدرتها على إثارة العواطف عندما تصبح مستحثاتها مألوفة للغاية، وهو ما يحدث بمرور الوقت في العلاقات. إن ظاهرة شهر العسل هذه مألوفة لدى الكثيرين ممن التزموا في علاقاتهم تجاه شركائهم لفترة أطول من ستة إلى اثني عشر شهرًا، وهي الفترة المعتادة لمرحلة شهر العسل.

### دراسات
عند دراسة تأثير شهر العسل، يكون الاتصال الجنسي هو المنبه الذي يمكن قياسه. ويُعد التفاعل الجنسي أحد العناصر الحيوية في العلاقة الرومانسية، إذ يرتبط بالصحة وجودة العلاقة واستقرارها. في بداية العلاقة، يكون الطرفان مفتونين ببعضهما ما يجعلهما يشعران بأنهما يخوضان تجربةً جديدة. هناك أمور تحث الشركاء في بدء العلاقة، مثل: إثارة الآخر بلمسة بسيطة، والتعرف على أفكاره، والرغبة الملحة في التلامس، لكن هذه الرغبة تتضاءل مع التعود.
في إحدى الدراسات على عينة مؤلفة من أربعمئة متزوج، وُجِد أن تواتر الاتصال الجنسي بينهم انخفض بنسبة اثنين وثلاثين بالمئة بعد أربع سنوات. وبالنسبة إلى المتزوجين حديثًا، يكون الشهر الأول من الزواج مصحوبًا بحوالي ثماني عشرة معاشرة جنسية ونحو تسع معاشرات جنسية في الشهر الثاني. ويُعزى ارتفاع معدل التفاعل الجنسي في الشهر الأول من الزواج إلى ما يُسمى بقانون الزخم العاطفي. يبحث هذا القانون كيف يمكن للتحفيز أن يثير نفس المشاعر مرارًا وتكرارًا في شخص ما حتى يعتاد على هذا التحفيز.

### التعود
قبل حدوث التعود، عندما يتذكر الشخص بعضًا من المحفزات القديمة التي حثته في بداية العلاقة، فإنه يشعر بفيحٍ مما كان يشعر به في هذا الوقت مرة أخرى. وتعتمد قوة المشاعر ومدتها على قوة العاطفة التي يولدها المحفز، وعندما تقتحم ذكرياتُ هذا المنبه الوعيَ، يُجبَر الفرد على الشعور بالاستجابة العاطفية مرة أخرى. فكلما كان التغيير الذي يجلبه هذا التحفيز أقوى، كلما تعاظمت المشاعر التي سيشعر بها الفرد.

### التقييم
صار تأثير شهر العسل شائعًا جدًا في المجالات العلمية والأدبية وبين العامة، حتى أن الناس يحاولون تطوير سبلٍ لمنع حدوث التأثيرات النهائية لمرحلة شهر العسل. غالبًا ما تُجرى دراسات لتقييم علاقة الزوجين ومدى الرضا عن الزواج، وتُجرى دراسات أخرى لمساعدة الأفراد على تحديد السبب الذي قد يجعلهم يشعرون بعدم الرضا أو انخفاض مستوى الرضا باستمرار علاقاتهم. يجد بعض الأزواج هذه الدراسات والبرامج أمرًا مفيدًا، ورغم هذا، فإن الهوس بتأثير شهر العسل دفع الناس إلى الاعتقاد أنهم معرَّضون أكثر من غيرهم لخطر الشعور بعدم الرضا عن علاقاتهم أكثر مما هم عليه بالفعل. ولعله من السائد أن يتضرر الشخص من خطر الانعكاسات السلبية بعد انتهاء فترة شهر العسل، فضلًا عن الآثار السلبية المتعلقة بنهاية مرحلة شهر العسل في حد ذاتها.

## الحب كاعتلال نفسي
كثيرًا ما يصف الأدب والشعر الحب كنوع من الجنون، وتنتهج مهنة الطب نهجًا مقاربًا. وفقًا لوجهة نظر أبقراط الطبية، فإن الحب العاطفي سوف يتلاشى في كل الأحوال تقريبًا أو يتحول إلى «حب سوداوي»، وهو شكل من أشكال الاكتئاب أو الحزن. إن الحب العاطفي هو الحب في «مرحلة شهر العسل»، بداية الحب الجديد، ولكنه يحرق نفسه بنفسه بعد سنة أو سنتين، الحب الوجداني الحنون هو الذي يحدث بعد تلاشي الحب العاطفي، فهو رباط أقوى من الرفقة. وفي كلتا الحالتين، يمكن أن يختبر المرء لوعة الحب إذا فُقد الحب أو إذا كان حبًا من طرف واحد.
ليس عذاب الحب مجرد تعبير اصطلاحي، بل دُرس كمرض حقيقي. في عام 1915، سأل سيغموند فرويد بلاغيًا: «أليس ما نعنيه بمصطلح «الوقوع في الحب» أمرًا أقرب لكونه مرض وجنون، أو وهم، أو عمى عن حقيقة الشخص المحبوب».
وجدت دراسة علمية حول موضوع عذاب الحب أن الذين يحبون، يشعرون بإثارة شبيهة بتلك التي تسببها المخدِّرات غير المشروعة مثل الكوكايين. تثير بعض الناقلات العصبية في الدماغ، مثل: الفينيثيلامين، والدوبامين، والنورإبينفرين، والأوكسيتوسين، الشعور الكبير «بالحب» أو «بالوقوع في الحب» باستخدام اثنتي عشرة منطقة مختلفة من الدماغ. تحاكي هذه الناقلات العصبية شعور الأمفيتامينات.
في المتوسط، لا يُحيل الأطباء الممارسين العامين الحالات التي تعاني من «لوعة الحب» إلى الأخصائيين النفسيين، على الرغم من أن ذلك قد يكون سائدًا من خلال اللغة التي يفصح المريض عن شعوره بها. مع ارتباط أعراض عذاب الحب الشائعة بأمراض نفسية أخرى، غالبًا ما يُساء تشخيصها أو يُكتشف أنه وسط كل الأمراض التي يمكن أن يعانيها الشخص، يكون الحب هو المشكلة الأساسية. ولعله أمرٌ بالغ الخطورة عندما لا يسعى المرء إلى الحصول على المساعدة أو لا يستطيع التغلب على ذلك؛ إذ أنه من الشائع أن من الحب ما قتل (قد تكون محاولة الانتحار إحدى عواقب عذاب الحب، وبالتالي فإنه يُبالغ في الادعاء القديم بأن الحب قد يكون قاتلًا).
يذكر الأستاذ الجامعي لِن بورز في كتابه ذا سوشيال ناتشر اوف مينتال إلنيس «الطبيعة الاجتماعية للمرض النفسي» أنه على الرغم من وجود فوارق فسيولوجية في دماغ الذين يُعتبرون «مرضى نفسيين»، إلا أن هناك عدة معايير أخرى يجب استيفاؤها قبل التعامل مع هذه الاختلافات على أنها نوع من أنواع الخلل الوظيفي. لذلك من المحتمل أن كثيرًا من الأمراض النفسية -كعذاب الحب- لن تكون لها أبدًا أدلة قوية كافية لتشخيصها كمرض رسميًا وقانونيًا.

## الأعراض
يقترح فرانك تاليس، وهو باحثٌ في موضوع الحب ولوعة الحب، في مقالته عام 2005 أن عذاب الحب يحدث عندما يقع الشخص في الحب بشكل «حقيقي، مجنون، عميق» وينبغي أن يأخذه الاختصاصيون الطبيون على محمل الجد. وعلى نحو مماثل، يتفق خبراء الصحة على أن عذاب الحب عُرِف بأنه قاتل ولا بد من التعامل بجدية أكبر مع عملية التشخيص. فعادة ما تُشخص أعراض عذاب الحب -بشكل خاطئ- على أنها أعراض لأمراض مختلفة أو مشكلات في الصحة العقلية، مثل: الاضطراب الوسواسي القهري، وذلك لأن عذاب الحب لا يُعترف به كمشكلة تتعلق بالصحة النفسية في حد ذاته على الرغم من أن عذاب الحب مرض شائع للغاية وواسع الانتشار.